# Amanda Nunes
Amanda Lourenço Nunes (* 30. Mai 1988 in Salvador (Bahia), Brasilien) ist eine brasilianische MMA-Kämpferin, die aktuell bei der UFC unter Vertrag steht.

## Leben
Amanda Nunes wurde am 30. Mai 1988 als Tochter von Sindoval und Ivete Nunes in Salvador (Bahia) geboren. Dort wuchs sie zusammen mit ihrer Schwester Vanessa Nunes auf. Im Alter von vier Jahren begann Nunes Karate zu trainieren und mit 16 fing sie an sich auf Boxen zu konzentrieren. Später trainierte sie brasilianisches Jiu-Jitsu unter dem Schwarzgurt Ryan Franco, um ihr Grappling zu verbessern.
Seit 2012 ist sie in einer Beziehung mit der UFC-Kämpferin Nina Ansaroff.

## Karriere
Amanda Nunes machte ihr MMA-Debüt am 8. März 2008 gegen Ana Maria bei der Prime - MMA Championship 2. Sie verlor durch Aufgabe in der ersten Runde.
Vor ihrer Zeit in der UFC machte sie insgesamt zehn Kämpfe, von denen sie sieben gewann.

### Ultimate Fighting Championship
Amanda Nunes machte ihr UFC-Debüt gegen die deutsche MMA-Kämpferin Sheila Gaff am 3. August 2013 bei der UFC 163. Sheila hatte zu diesem Zeitpunkt einen MMA-Rekord von 8-5. Nunes gewann in der ersten Runde nach zwei Minuten und acht Sekunden durch einen technischen Knockout durch Ellenbogen und Schläge.

#### Bantamgewicht Champion
Am 9. Juli 2016 bekam Amanda Nunes ihren ersten Titelkampf im Bantamgewicht. Bei der UFC 200 besiegte sie Miesha Tate per Rear Naked Choke in der ersten Runde und wurde somit zum UFC Women’s Bantamweight Champion.
Gegen Ronda Rousey verteidigte sie zum ersten Mal ihren Titel. Am 30. Dezember 2016 gewann Nunes bei der UFC 207 gegen die US-Amerikanerin per technischem Knockout durch Schläge.
Bei der UFC 215 am 9. September 2017 kämpfte Amanda Nunes gegen Valentina Shevchenko. Der Kampf ging über die volle Distanz von fünf Runden. Am Ende gewann Nunes durch eine geteilte Punktentscheidung und konnte so ihren Titel verteidigen.
Am 12. Mai 2018 verteidigte Nunes ihren Titel im Bantamgewicht erneut. Bei der UFC 224 besiegte sie ihre Kontrahentin Raquel Pennington in der fünften Runde durch einen technischen Knockout durch Ellenbogen und Schläge. Der Kampf fand in ihrem Heimatland Brasilien statt.
Gegen die US-Amerikanerin Holly Holm verteidigte Amanda Nunes ihren Titel zum vierten Mal. Am 6. Juli 2019 gewann die Brasilianerin bei der UFC 239 gegen die ehemalige Boxerin in der ersten Runde nach vier Minuten und zehn Sekunden durch einen technischen Knockout durch einen Tritt gegen den Kopf und Schläge.

#### Federgewicht Champion
Bei der UFC 232 am 29. Dezember 2018 gewann Amanda Nunes gegen ihre Landsfrau Christiane „Cyborg“ Justino. Diese war bis dahin die amtierende UFC Women’s Featherweight Champion und hatte einen MMA-Rekord von 20-1. Nach 51 Sekunden in der ersten Runde knockte Nunes ihre erfahrene Gegnerin durch einen Schlag aus und wurde so zur neuen Titelhalterin. Durch den Sieg ging sie als erste weibliche Doppel-Champion in die Geschichte der UFC ein.

## MMA-Statistik
| Ergebnis   | Profi-Rekord | Gegner               | Datum              | Veranstaltung                               | Methode                               | Runde | Zeit |
| ---------- | ------------ | -------------------- | ------------------ | ------------------------------------------- | ------------------------------------- | ----- | ---- |
| Niederlage | 0-1          | Ana Maria            | 8. März 2008       | Prime - MMA Championship 2                  | Aufgabe (Armbar)                      | 1     | 0:35 |
| Sieg       | 1-1          | Paty Barbosa         | 24. Mai 2008       | Demo Fight 3                                | TKO (Corner Stoppage)                 | 1     | 0:11 |
| Sieg       | 2-1          | Nadja Nadja          | 1. Juli 2008       | Prime - MMA Championship 3                  | TKO (Schläge)                         | 1     | N/A  |
| Sieg       | 3-1          | Deise Lee Rocha      | 12. September 2009 | Samurai Fight Combat                        | TKO (Schläge)                         | 1     | 1:08 |
| Sieg       | 4-1          | Vanessa Porto        | 12. Dezember 2009  | Samurai FC 2 - Warrior’s Return             | TKO (Corner Stoppage)                 | 2     | 5:00 |
| Sieg       | 5-1          | Ediane Gomes         | 25. Februar 2010   | Bitetti Combat 6                            | TKO (Schläge)                         | 2     | 3:00 |
| Sieg       | 6-1          | Julia Budd           | 7. Januar 2011     | Strikeforce - Challengers 13                | KO (Schläge)                          | 1     | 0:14 |
| Niederlage | 6-2          | Alexis Davis         | 10. September 2011 | Strikeforce - Barnett vs. Kharitonov        | TKO (Schläge)                         | 2     | 4:53 |
| Sieg       | 7-2          | Raquel Pa'aluhi      | 28. Juli 2012      | Invicta FC 2 - Baszler vs. McMann           | Technische Aufgabe (Rear Naked Choke) | 1     | 2:24 |
| Niederlage | 7-3          | Sarah D'Alelio       | 5. Januar 2013     | Invicta FC 4 - Esparza vs. Hyatt            | Punktentscheidung (einstimmig)        | 3     | 5:00 |
| Sieg       | 8-3          | Sheila Gaff          | 3. August 2013     | UFC 163 - Aldo vs. Korean Zombie            | TKO (Ellenbogen/Schläge)              | 1     | 2:08 |
| Sieg       | 9-3          | Germaine de Randamie | 6. November 2013   | UFC Fight Night 31 - Fight for the Troops 3 | TKO (Ellenbogen)                      | 1     | 3:56 |
| Niederlage | 9-4          | Cat Zingano          | 27. September 2014 | UFC 178 - Johnson vs. Cariaso               | TKO (Ellenbogen/Schläge)              | 3     | 1:21 |
| Sieg       | 10-4         | Shayna Baszler       | 21. März 2015      | UFC Fight Night 62 - Maia vs. LaFlare       | TKO (Leg Kick)                        | 1     | 1:56 |
| Sieg       | 11-4         | Sara McMann          | 8. August 2015     | UFC Fight Night 73 - Teixeira vs. St. Preux | Aufgabe (Rear Naked Choke)            | 1     | 2:53 |
| Sieg       | 12-4         | Valentina Shevchenko | 5. März 2016       | UFC 196 - McGregor vs. Diaz                 | Punktentscheidung (einstimmig)        | 3     | 5:00 |
| Sieg       | 13-4         | Miesha Tate          | 9. Juli 2016       | UFC 200 - Tate vs. Nunes                    | Aufgabe (Rear Naked Choke)            | 1     | 3:16 |
| Sieg       | 14-4         | Ronda Rousey         | 30. Dezember 2016  | UFC 207 - Nunes vs. Rousey                  | TKO (Schläge)                         | 1     | 0:48 |
| Sieg       | 15-4         | Valentina Shevchenko | 9. September 2017  | UFC 215 - Nunes vs. Shevchenko 2            | Punktentscheidung (geteilt)           | 5     | 5:00 |
| Sieg       | 16-4         | Raquel Pennington    | 12. Mai 2018       | UFC 224 - Nunes vs. Pennington              | TKO (Ellenbogen/Schläge)              | 5     | 2:36 |
| Sieg       | 17-4         | Cris Cyborg          | 29. Dezember 2018  | UFC 232 - Jones vs. Gustafsson 2            | KO (Schlag)                           | 1     | 0:51 |
| Sieg       | 18-4         | Holly Holm           | 6. Juli 2019       | UFC 239 - Jones vs. Santos                  | TKO (Tritt gegen Kopf & Schläge)      | 1     | 4:10 |
| Sieg       | 19-4         | Germaine de Randamie | 14. Dezember 2019  | UFC 245: Usman vs. Covington                | Punktentscheidung (einstimmig)        | 5     | 5:00 |
| Sieg       | 20-4         | Felicia Spencer      | 6. Juni 2020       | UFC 250: Nunes vs. Spencer                  | Punktentscheidung (einstimmig)        | 5     | 5:00 |
| Sieg       | 21-4         | Megan Anderson       | 6. März 2021       | UFC 259: Błachowicz vs. Adesanya            | Aufgabe (Triangle Armbar)             | 1     | 2:03 |